# Agios Martínos
Agios Martínos (Agios Martinos) är en ort i Grekland.   Den ligger i prefekturen Nomós Kerkýras och regionen Joniska öarna, i den västra delen av landet, 400 km nordväst om huvudstaden Aten. Agios Martínos ligger 193 meter över havet och antalet invånare är 110. Den ligger på ön Korfu.
Terrängen runt Agios Martínos är kuperad åt sydost, men åt nordväst är den platt. Havet är nära Agios Martínos norrut. Runt Agios Martínos är det ganska tätbefolkat, med 90 invånare per kvadratkilometer. Närmaste större samhälle är Korfu, 19,6 km söder om Agios Martínos. I omgivningarna runt Agios Martínos växer i huvudsak blandskog.